# Louisa Anne Meredith

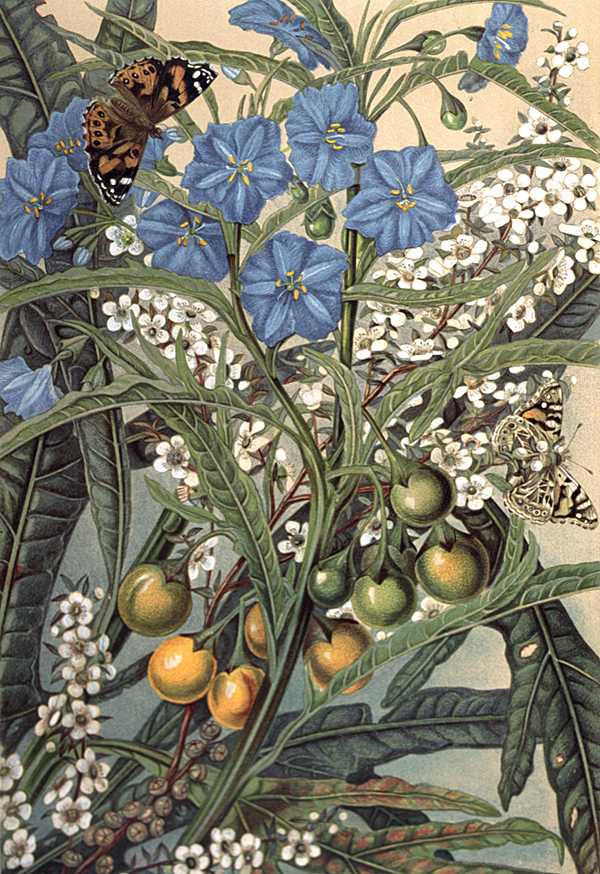
Solanum aviculare. Litografía coloreada impresa de su obra "Bush Friends in Tasmania"

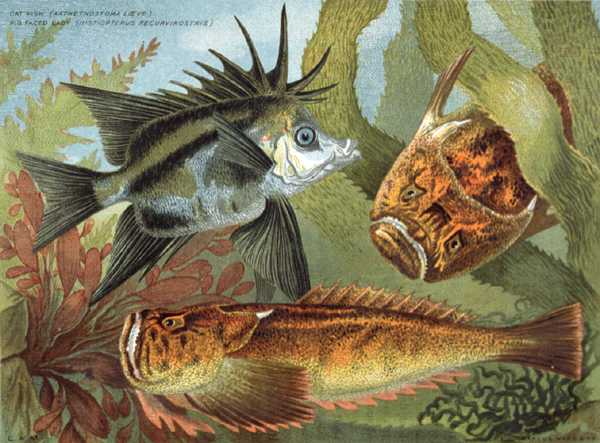
Pez gato. Museo y Galería de Arte de Tasmania.

Louisa Anne Meredith (20 de julio de 1812 – 21 de octubre de 1895), también conocida como Louisa Anne Twamley, fue una escritora e ilustradora anglo/australiana.

## Biografía
Louisa nació en Birmingham, Inglaterra, hija de Thomas Twamley y de Louisa Ann Meredith. Fue educada principalmente por su madre y en 1835 publicó un libro titulado Poems (poemas), que recibió favorables críticas. Le siguió The Romance of Nature (El romance de la naturaleza) en 1836 (con una tercera edición en 1839), en su mayor parte escrito en verso. Otro volumen se publicó en 1839, The annual of British landscape scenery subtitulado An autumn ramble on the Wye (Un paseo otoñal por el río Wye) la narración de una excursión por el río Wye desde Chepstow hasta cerca de su nacimiento en Plynlimon.
El 18 de abril de 1839 Louisa se casó con su primo, Charles Meredith en la iglesia Old Edgbaston, de Birmingham. Charles había emigrado con su familia a la Tierra de Van Diemen (ahora Tasmania) en 1821 y se convirtieron en pastores y balleneros pioneros, además de realizar otras actividades en la zona de Swamsea, en la costa Este de Tasmania. Charles también fue precarista en el distrito de Canberra en Nueva Gales del Sur.
En junio de 1839, Louisa and Charles navegaron hasta Nueva Gales del Sur, llegando a Sídney el 27 de septiembre del mismo año. Tras viajar a Bathurst, en el interior, la señora Meredith regresó a la costa y vivió en Homebush durante cerca de un año. Para entonces, la grave depresión económica ocasionada por la excesiva especulación de la tierra había arruinado el valor de la propiedad de Charles, por lo que a finales de 1840 se mudaron a Tasmania. En dos de sus libros relata sus primeros once años en Australia: Notes and Sketches of New South Wales (Notas y bocetos de Nueva Gales del Sur) (1844), reimpreso al menos dos veces y My Home in Tasmania (Mi hogar en Tasmania) (1852), el cual fue enseguida republicado en Estados Unidos con el título Nine Years in Australia (Nueve años en Australia).
Durante la mayor parte de su vida Louisa vivió en los alrededores de Swamsea. En 1860 publicó Some of My Bush Friends in Tasmania (Algunos de mis amigos salvajes de Tasmania) que contenía elaboradas láminas a todo color impresas con el nuevo proceso de cromolitografía. Ella misma dibujó las ilustraciones y añadió descripciones simples de las características de la flora autóctona. En 1861 publicó Over the Straits (Por el estrecho), un relato de su visita a Victoria en 1856 y en 1880 Tasmanian Friends and Foes, Feathered, Furred and Finned (Amigos y enemigos tasmanos, con plumas, pieles y aletas). De este último se publicó una segunda edición en 1881. En 1891, Meredith viajó a Londres para supervisar la publicación de Last Series, Bush Friends in Tasmania. Publicado en los comienzos de una grave depresión financiera de las colonias australianas, este proyecto y el colapso del banco donde guardaba la mayoría de sus ahorros la llevaron a la ruina. Durante sus últimos años Louisa sufrió ciática crónica y quedó ciega de un ojo. Murió en Collingwood, Victoria (un barrio de Melbourne) el 21 de octubre de 1895 y le sobrevivieron sus hijos Owen y George.
Meredith fue autora de dos novelas, Phoebe's Mother (1869), que se había publicado en el semanario The Australasian en 1866 con el título Ebba, and Nellie, or Seeking Goodly Pearls (1882).
La escritora se interesó bastante en política, su marido Charles fue miembro del Consejo Legislativo de Tasmania durante varios periodos entre mediados de la década de 1850 y justo antes de su muerte en 1881. Ella fue miembro de la Sociedad para la prevención de la crueldad contra los animales e influyó en su marido para legislar en apoyo a la conservación de la vida salvaje autóctona y el medio ambiente.
Meredith escribió a menudo artículos sin firmar para la prensa tasmana, lo cual no era nuevo, ya en su juventud los escribía en apoyo de los cartistas. Cuando visitó Sídney en 1882, Sir Henry Parkes le comentó que había leído y apreciado sus artículos de entonces. Tras la muerte de su marido el gobierno tasmano le concedió una pensión de 100 libras al año.
Louisa Meredith ilustró muchos de sus libros. Sus obras sobre Nueva Gales del Sur, Tasmania y Victoria durante las décadas de 1840 y 1850 siempre retendrán su trasfondo histórico.

## Obra (selección)
- 1835 Poems
- 1836 The Romance of Nature
- 1839 The Annual of British Landscape Scenery
- 1844 Notes and Sketches of New South Wales
- 1852 My Home in Tasmania
- 1860 Some of My Bush Friends in Tasmania
- 1869 Phoebe's Mother
- 1880 Tasmanian Friends and Foes, Feathered, Furred and Finned
- 1882 Ebba , and Nellie, or Seeking Goodly Pearls